# Magnesi carbonat
Magnesi carbonat là một hợp chất hóa học vô cơ, có công thức hóa học là MgCO3, ở dạng thường nó là một chất rắn màu trắng, vô định hình, vụn bở. Trong tự nhiên, nó tồn tại như một muối khoáng sản ngậm nước. Muối MgCO3 có nhiều ứng dụng trong khoa học và đời sống.

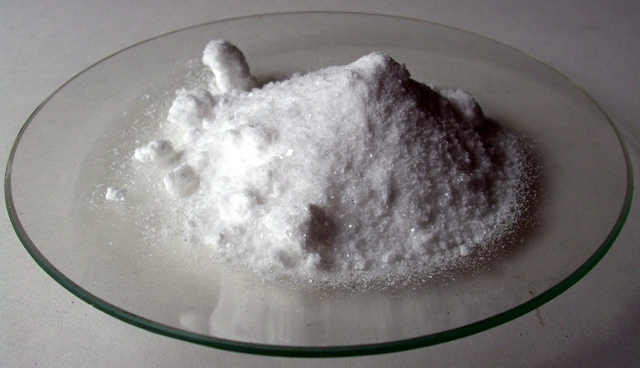
Bột magnesi carbonat

## Các dạng hình thức tự nhiên

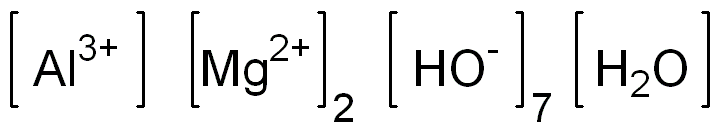
Cấu trúc của một khoáng sản chứa MgCO_{3}

Các hình thức phổ biến nhất của magnesi carbonat trong tự nhiên là muối khan được gọi là magnesit (tức MgCO3 khan) và các muối hydrat magnesi carbonat như các dạng di, tri, penta hydrat tương ứng với Barringtonite (MgCO3.2H2O), Nesequehonite (MgCO3.3H2O) và Lansfordite (MgCO3.5H20) là những khoáng sản phổ biến chứa muối carbonat của magnesi. Muối khan magnesit có hình thù màu trắng, có cấu trúc tinh thể hình tam giác, không tan trong nước, dung dịch Aceton, nước amonia nhưng nó phản ứng mãnh liệt với acid và giải phóng khí CO2 (carbon dioxide). Trong cấu trúc muối dihydrat thường có liên kết tam diện (triclinic), trong khi trihydrat chỉ có liên kết đơn diện (monoclinic).

## Sản xuất
Mặc dù magnesi carbonat bình thường có thể thu được dễ dàng bằng cách khai thác khoáng sản Magnesit hoặc các muối hydrat của nó ở dạng như trihydrat (MgCO3.3H20), tuy nhiên, người ta thường dùng phương pháp trộn hỗn hợp ion magnesi và ion carbonat trong môi trường khí carbon dioxide trong sản xuất công nghiệp.
Magnesi carbonat cũng có thể được tổng hợp bằng cách nén khí carbon dioxide với áp lực từ 3,5 đến 5atm đi qua hợp chất magnesi Hydroxide dạng bùn, trong điều kiện nhiệt độ dưới 500C. Sản phẩm thu được chính là magnesi Hydrocarbonat, hay còn gọi là magnesi bicabonat [Mg(HCO3)2]
Mg(OH)2 + 2CO2 → Mg(HCO3)2
Sản phẩm sau đó được lọc ra và được sấy khô trong môi trường chân không để cho ra sản phẩm là magnesi carbonat ngậm nước:
Mg2+ + 2HCO3- → MgCO3 + CO2 + H2O

## Sử dụng
Magnesit và các dạng khoáng sản của magnesi carbonat được sử dụng dùng để sản xuất Magnesi kim loại, gạch chịu lửa, vật liệu chống cháy, mỹ phẩm, và kem đánh răng. Các ứng dụng khác như chất liệu phụ gia trong sản xuất vật liệu cao su, chất dẻo, là chất hút ẩm, thuốc nhuận tràng, và giữ màu trong thực phẩm. Ngoài ra, magnesi carbonat có độ tinh khiết cao được sử dụng như chất kháng acid và là một chất phụ gia của muối để nâng cao nhiệt độ nóng chảy.
Do muối magnesi carbonat có độc tính thấp, lại có khả năng ngậm nước nên vào năm 1911, MgCO3 được thêm vào muối để có thể tăng khả năng bảo quản. Công ty Morton Salt thậm chí còn đưa vào khẩu hiệu "Khi trời đổ mưa rào" (When it rains it pours) nhằm nhấn mạnh sản phẩm muối ăn của họ có pha thêm MgCO3 và nó sẽ không bị vữa khi thời tiết ẩm ướt.

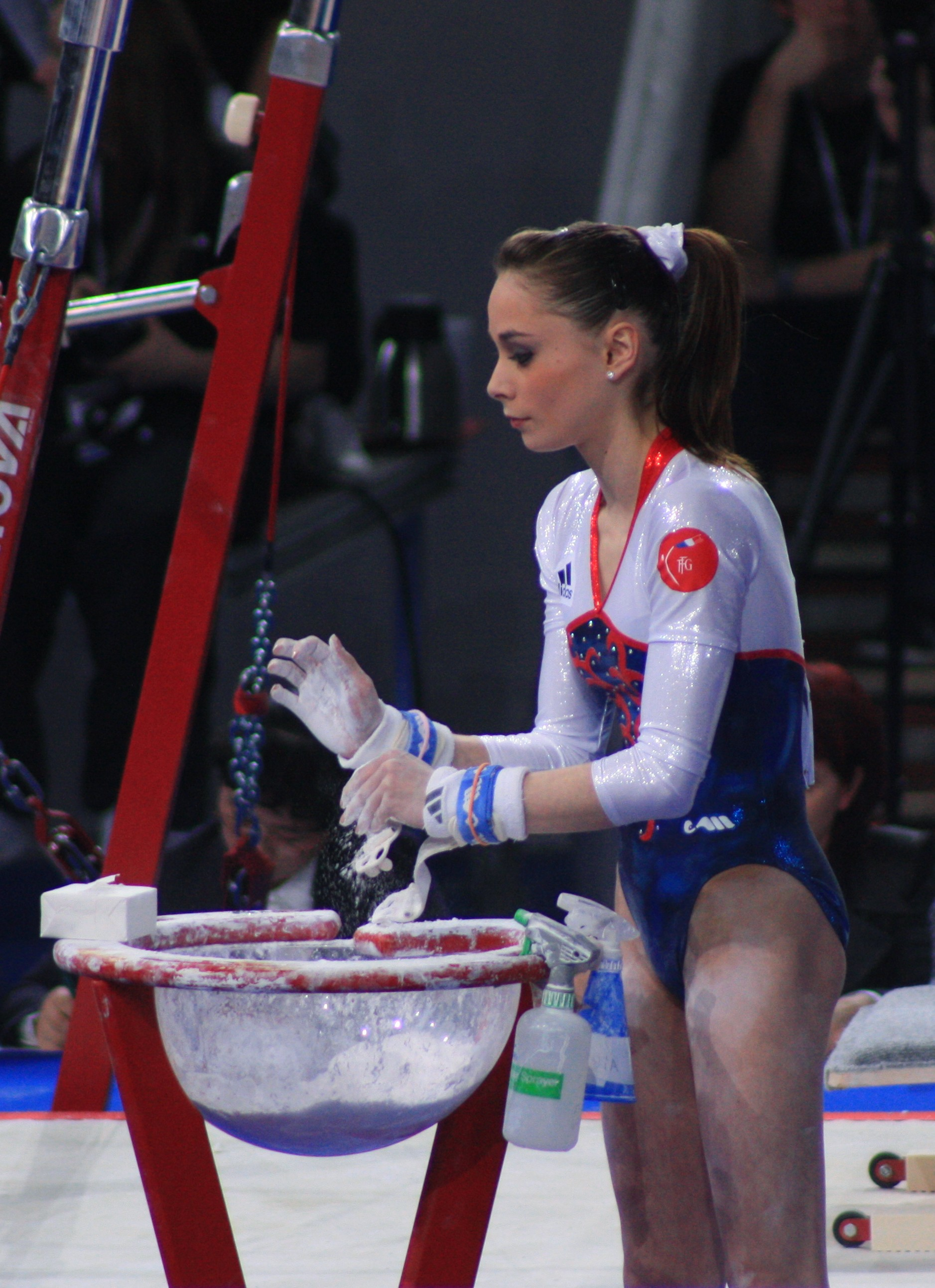
Một vận động viên thể dục dụng cụ đang sử dụng magnesi carbonat để làm khô ráo mồ hôi tay trước khi thi đấu

Magnesi carbonat, thường được gọi là phấn rôm, được sử dụng như một chất làm khô mồ hôi tay cho các vận động viên leo núi đá, thể dục dụng cụ, và cử tạ.
Magnesi carbonat cũng được sử dụng trong kem đánh răng nhằm mục đích tẩy trắng răng. Nó có thể được trộn với hydrogen peroxide để tạo ra một chất cao phủ, có tác dụng bảo vệ mặt ngoài và tạo màu trắng cho răng.
Magnesi carbonat được sử dụng như một loại phấn trang điểm mỹ phẩm hoặc thành phần của kem dưỡng da. Nó có tác dụng làm hút ẩm nhẹ mồ hôi, làm se da, giúp da mịn và mềm, sử dụng được trên da thường đến da khô.

## Phụ gia thực phẩm
Trong thực phẩm, magnesi carbonat là một thành phần của hợp chất phụ gia được gọi là E504, có tác dụng phụ được biết như là một thuốc nhuận trường nồng độ cao.

## Độc tính
Magnesi carbonat về cơ bản không ảnh hưởng độc tính với con người. Tuy nhiên, việc sử dụng quá mức có thể gây nên trầm cảm hệ thần kinh trung ương và các rối loạn tim. Trong một số trường hợp, nó có ảnh hưởng đến da, mắt và có thể gây kích ứng đường hô hấp và tiêu hóa trong trường hợp uống hoặc hít phải.